# Menachem Pinkhof
Menachem Pinkhof (1920 in Amsterdam – 15. Juli 1969 in Haifa) war ein niederländischer Widerstandskämpfer während des  Zweiten Weltkrieges.

## Leben
Pinkhof war Jude und der Jugendleiter einer Gruppe deutscher jüdischer Flüchtlinge, die kurz vor der Besetzung der Niederlande 1940 dort ankamen. Pinkhof lernte seine spätere Frau Mirjam Pinkhof kennen, eine Lehrerin an der Schule des Pädagogen Kees Boeke. Als die deutsche Besatzungsmacht und ihre niederländischen Helfer jüdischen Kindern den Schulbesuch verwehrten, eröffnete er in dem Haus von Mirjams Eltern eine jüdische Schule. Als die Deportation der Juden nach dem Osten bevorstand, schlossen sich die Pinkhofs der Gruppe Westerweel an, die vom Widerstandskämpfer Joop Westerweel geleitet wurde, und konnten so das Leben von 320 der 821 jungen zionistischen Pioniere retten, von denen 70 über Spanien in das damalige Palästina geschleust wurden.
Kurz nach dem Krieg beschrieb Pinkhof diese Eindrücke: „Verlassen das Ghetto Amsterdams. Kahle Hotelzimmer in Paris. Volle Nachtzüge in den Süden. Zwischen deutschen Soldaten. Ein Europa, das umgepflügt wird. Späte Stunden in dunklen Städten. In unseren Händen die Sorge für junge Menschenleben. Die Feuer von Auschwitz brennen in der Nacht und wir glauben an das Leben.“
Pinkhof und seine Frau versteckten sich während ihrer Aktivitäten in stets wechselnden Unterkünften, wurden aber schließlich durch Verrat aufgespürt und 1944 verhaftet. Sie wurden vom Durchgangslager Westerbork aus in das Konzentrationslager Bergen-Belsen deportiert. 
Beide überlebten und wurden am 23. April 1945 aus einem als Verlorener Zug bekannt gewordenen Todestransport, welcher sie gemeinsam mit 2500 anderen Austauschjuden nach Theresienstadt bringen sollte, durch Rotarmisten in der Nähe des brandenburgischen Dorfes Tröbitz befreit. Am 13. Mai 1945 machten sie sich von dort aus mit Fahrrädern auf den Weg in ihre Heimat und übergaben, nachdem sie am 9. Juni 1945 die holländische Grenze überquert hatten, dem Auswärtigen Amt in Den Haag ein Memorandum, wodurch die westlichen Alliierten vom Verbleib dieses Transportes erfuhren.
Im Jahre 1946 emigrierten sie nach Palästina (ab 1948 Israel), wo Pinkhof 1969 starb. Menachem und Mirjam Pinkhof sind die Eltern von Yehuda Afek, der Professor für Mathematik und Informatik ist.